# Paul Larmand
Paul David Larmand (Tiny Township, 27 luglio 1980) è un ex cestista canadese.

## Carriera
Con il Canada ha disputato i Giochi panamericani del 2007.